# Monaster św. Michała Archanioła we Włodzimierzu
Monaster św. Michała Archanioła – prawosławny klasztor męski we Włodzimierzu, funkcjonujący między XIII a XVI stuleciem. Obecnie nie istnieje. 
Monaster św. Michała Archanioła był drugim ośrodkiem prawosławnego życia monastycznego powstałym we Włodzimierzu, po utworzonym w końcu XII w. monasterze Narodzenia Matki Bożej. W późniejszym okresie we Włodzimierzu powstały jeszcze cztery kolejne klasztory prawosławne; wszystkie zaliczały się do ważniejszych ośrodków życia mniszego na Wołyniu. Pierwsza pisemna informacja o wspólnocie pochodzi z 1268, jednak wynika z niej, że funkcjonowała ona już od dłuższego czasu. W monasterze został pochowany rok wcześniej zamordowany na jego terenie przez Lwa Halickiego wielki książę litewski Wojsiełk. 
W kolejnych stuleciach protektorami monasteru byli Sanguszkowie. Zachowały się dokumenty podziału majątku między starostą włodzimierskim Andrzejem Sanguszką, żoną jego brata Michała i jej synem Andrzejem z 1502, w których obaj mężczyźni zobowiązali się do opieki nad wspólnotą. Z kolei w 1547 Fiodor Sanguszko przekazał klasztorowi 5 kop litewskich groszy. Dokładny moment zamknięcia monasteru nie jest znany. Wiadomo, że już w 1559 dawna cerkiew klasztorna pełniła funkcje parafialnej. Istniała jeszcze w 1621, jednak przed końcem XIX w. uległa całkowitemu zniszczeniu. Miejsce po monasterze było jedynie oznaczone krzyżem pamiątkowym. Podobnie zniszczone zostały drewniane zabudowania mieszkalne klasztoru. Pozostałości cerkwi w formie rotundy z około XIII wieku odkryto podczas planowych wykopalisk archeologicznych w 1955 r.